# Vladímir Leóntievitx Komarov
Vladímir Leóntievitx Komarov (rus: Влади́мир Лео́нтьевич Комаро́в; 1869-1945) fou un botànic, micòleg, pteridòleg, i algòleg rus.

## Biografia
Fins a la seva mort el 1945, fou l'editor principal de la Flora SSSR (Flora de l'U.R.S.S.), que comprèn 30 volums publicats entre 1934 i 1960. Va ser també President de l'Acadèmia Russa de les Ciències des de 1936 fins a 1945.

## Honors
L'Institut Botànic Komarov i els seus associats Jardí botànic Komarov a Sant Petersburg li fan honor en els seus noms.
Tàxons dedicats en el seu nom
- Iljin li va dedicar Equisetum komarovii
- Kolesnikov li dedica Larix komarovii (Larix gmelinii (Rupr.) Kuzen. o L. olgensis var. komarovii Kolesn.),[1] Juniperus komarovii Florin,[2] Festuca komarovii Krivot.[3]

## Algunes publicacions
- Coniferae of Manchuria. Trudy Imp. S.Peterburgsk. Obsc. 32: 230-241 (1902)
- De Gymnospermis nonnullis Asiaticis I, II. Bot. Mater. Gerb. Glavn. Bot. Sada RSFSR 4: 177-181, 5: 25-32 (1923-1924)
- Florae peninsulae Kamtschatka (1927)